# Jerzy Wysocki (finansista)

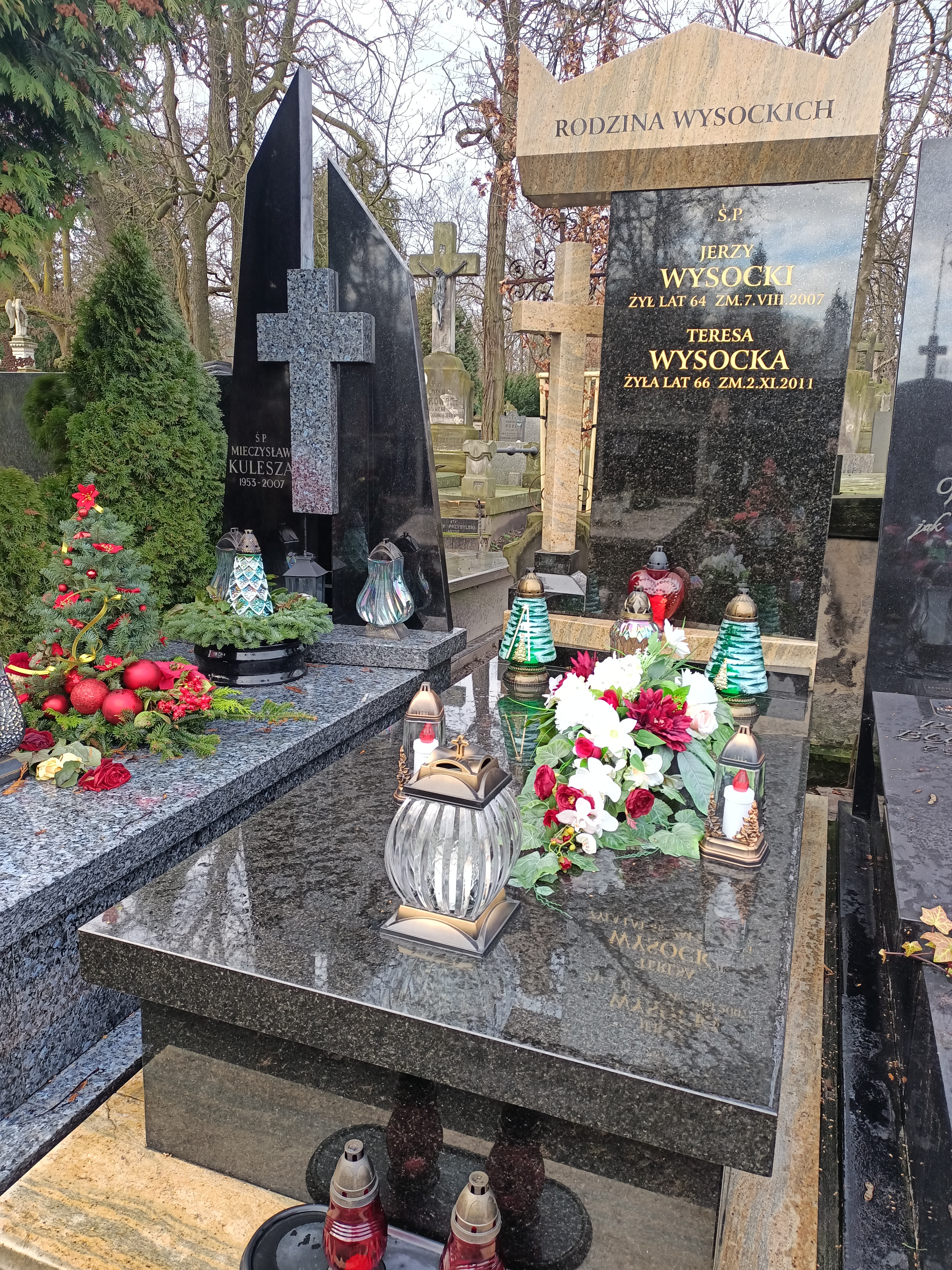
Nagrobek Jerzego Wysockiego na cmentarzu Powązkowskim

Jerzy Wysocki (ur. ? – zm. 7 sierpnia 2007 w Warszawie) – polski działacz rynku finansowego, założyciel i były prezes Polskiej Izby Ubezpieczeń, prezes zarządu Towarzystwa Ubezpieczeń Turystycznych S.A, społeczny prezes Funduszu Ochrony Ubezpieczonych. Członek Ubezpieczeniowego Funduszu Gwarancyjnego oraz International Insurance Society (Międzynarodowego Stowarzyszenia Ubezpieczeniowego). Był członkiem rady programowej ”Gazety Ubezpieczeniowej”.

## Odznaczenia
- Krzyż Komandorski Orderu Odrodzenia Polski (2005)[1]
- Medal XV-lecia Polskiej Izby Ubezpieczeń